# Quatuor Ysaÿe (1886)
Das Quatuor Ysaÿe, international auch Ysaÿe Quartet, war ein 1886 von dem belgischen Violinisten Eugène Ysaÿe gegründetes und geleitetes Streichquartett.

## Geschichte
Das Quatuor Ysaÿe spielte eine Schlüsselrolle im Musikleben Belgiens und in Paris. Das Quartett spielte die Uraufführungen des Streichquartetts Nr. 1 D-Dur op. 35 von Vincent d’Indy, des Streichquartetts Nr. 1 D-Dur von Joseph Guy Ropartz und des Streichquartetts g-Moll op. 10 von Claude Debussy sowie des Konzerts von Ernest Chausson.
Das Quartett wurde in den frühen Jahren des 20. Jahrhunderts aufgelöst. Für die Uraufführung von Gabriel Faurés Klavierquintett Nr. 1 d-moll opus 89 im Jahr 1906 wurde das Quartett kurzzeitig reaktiviert. Dabei ersetzte Edouard Deru den Violinisten Mathieu Crickboom.

## Mitglieder
- Eugène Ysaÿe (Violine I)
- Mathieu Crickboom (Violine II)
- Léon van Hout (Bratsche)
- Joseph Jacob (Violoncello)